# Georg Joachimsthal

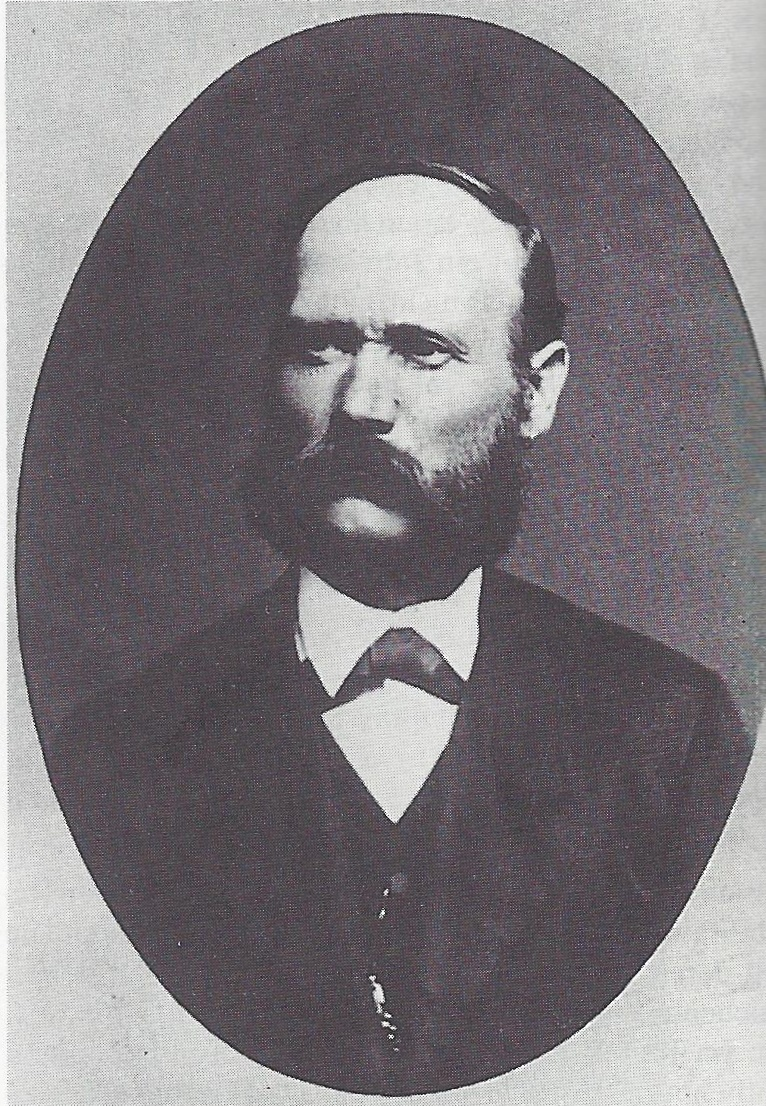
Georg Joachimsthal

Georg Joachimsthal (* 8. Mai 1863 in Stargard, Pommern; † 28. Februar 1914 in Berlin) war ein deutscher Orthopäde.

## Leben
Joachimsthal studierte Medizin an der  Friedrich-Wilhelms-Universität zu Berlin. Zeitweise war er anatomischer Demonstrator bei Wilhelm von Waldeyer. 1887 wurde er zum Dr. med. promoviert. Im Jahr darauf ließ er sich als praktischer Arzt in Berlin nieder. Ohne die Arztpraxis aufzugeben, ging er 1898 als Assistent zu seinem Onkel Julius Wolff, der die orthopädische Poliklinik der Charité leitete. Bei ihm  habilitierte er sich 1898 für orthopädische Chirurgie. Er gab 1900 die Allgemeinpraxis auf und gründete in Berlin eine orthopädische Privatklinik. 1901 gehörte er zu den Gründern der  Deutschen Gesellschaft für Orthopädische Chirurgie.
Nachdem er 1902 den Professortitel erhalten hatte, wurde er 1908 zum  a.o. Professor und (als Nachfolger von Hoffa) zum Direktor der orthopädischen Universitätspoliklinik ernannt. Er übernahm auch die Leitung der Kinderheilstätte Cäcilienheim in  Hohenlychen. Dort wurden Kinder mit Tuberkulose an Knochen und Gelenken behandelt.
Seit 1907 war er Mitherausgeber der Zeitschrift für Orthopädische Chirurgie. 1910 gründete er die Berliner Orthopädische Gesellschaft.
1916 stiftete Georg Joachimsthals Frau der Deutschen Orthopädischen Gesellschaft eine Summe von 10.000 Reichsmark mit der Auflage, die jährlich erwirtschafteten Zinsen dieses Vermächtnisses als Preisgeld für die beste orthopädische Arbeit eines Jahres auszuloben.

## Werke
- Über Wesen und Behandlung der Coxa vara, Habilitationsschrift (?). Breitkopf & Härtel, Leipzig 1898.
- Die angeborenen Verbildungen der oberen Extremitäten. RöFo Ergänzungsband 2 (1900).
- Die angeborenen Verbildungen der unteren Extremitäten. RöFö Ergänzungsband 8 (1902)
- Handbuch der orthopädischen Chirurgie. Gustav Fischer Verlag, Jena 1905–1907.
- Die Orthopädie. Urban & Schwarzenberg 1906.